# Enric de Borgonya i de Semur
Enric de Borgonya (1035 - v 1074), infant de Borgonya.

## Orígens familiars
Nasqué el 1046 sent el fill petit del duc Robert I de Borgonya i la seva primera esposa, Hèlia de Semur. Era net per línia paterna del rei Robert II de França i Constança d'Arles. Fou germà de Constança de Borgonya, per la qual cosa fou cunyat del rei Alfons VI de Lleó.

## Núpcies i descendents
Es casà el 1056 amb Sibil·la de Barcelona, filla del comte de Barcelona Ramon Berenguer I i la seva tercera esposa, Guisla de Lluçà. D'aquesta unió nasqueren:
- l'infant Hug I de Borgonya (1057-1093), duc de Borgonya
- l'infant Eudes I de Borgonya (1058-1103), duc de Borgonya
- l'infant Robert de Borgonya (1059-1111), bisbe de Langres
- la infanta Hèlia de Borgonya (1061-?), religiosa
- la infanta Beatriu de Borgonya (1063-?), casada amb Guiu I de Vignory
- l'infant Reginald de Borgonya (1065-1092), abat
- l'infant Enric de Borgonya (1066-1112), comte de Portugal i pare del primer rei de Portugal, Alfons I de Portugal

La seva prematura mort, l'any 1074, comportà que no pogués succeir el seu pare al ducat de Borgonya, per la qual cosa els seus drets revertiren en el seu fill gran, Hug I de Borgonya.